# 约翰·格里宾
约翰·格里宾（英語：John R. Gribbin，1946年3月19日—）是一位英国科普作家和天体物理学家，现为萨塞克斯大学天文學访问学者，其作品涉及量子力学、全球变暖、人類演化、宇宙起源以及著名科学家传记，此外他还创作过科幻小说。

## 生平
约翰·格里宾1966年在萨塞克斯大学获得物理学本科学位，67年在本校获得天文学硕士学位，1971年在剑桥大学获得天体物理学博士学位。

## 作品列表
- （1984）《薛定谔之猫探秘》（In Search of Schrödinger's Cat）
- （1985）《双螺旋探秘：量子物理学与生命》（In Search of the Double Helix: quantum physics and life）
- （1986）《大爆炸探秘：量子物理与宇宙学》（In Search of the Big Bang: quantum physics and cosmology）
- （1991）《物质神话：挑战人类宇宙观的大发现》（The Matter Myth，与保罗·戴维斯合著）
- （1992）《寻找时间的边缘：黑洞、白洞和虫洞》（In Search Of The Edge Of Time:Black Holes,White Holes,Wormholes）
- （1996）《薛定谔的小猫：对量子物理和真实性的探索》（Schrödinger's Kittens and the Search for Reality）
- （1997）《迷人的科学风采：费恩曼传》（Richard Feynman: A Life in Science）
- （1999）《大众科学指南：宇宙、生命与万物》（Almost Everyone's Guide to Science: The Universe, Life, and Everything）
- （2003）《科学简史：从文艺复兴到星际探索》（Science: A History 1543–2001，2006第二版书名为 History of Western Science, 1543-2001）
- （2007）《宇宙传记》（The Universe: A Biography）
- （2011）《独在宇宙：为什么我们的星球如此特殊》（Alone in the Universe: Why Our Planet Is Unique），也以《地球生命简史》（The miracle of life on earth）出版
- （2013）《量子、猫与罗曼史：薛定谔传》（Erwin Schrodinger and the Quantum Revolution）
- （2015）《创世138亿年：宇宙的年龄与万物之理》（13.8: the quest to find the true age of the universe and the theory of everything）
- （2019）《深奥的简洁：从混沌、复杂到地球生命的起源》（Deep Simplicity: Chaos Complexity and the Emergence of Life）